# Pernille Weiss

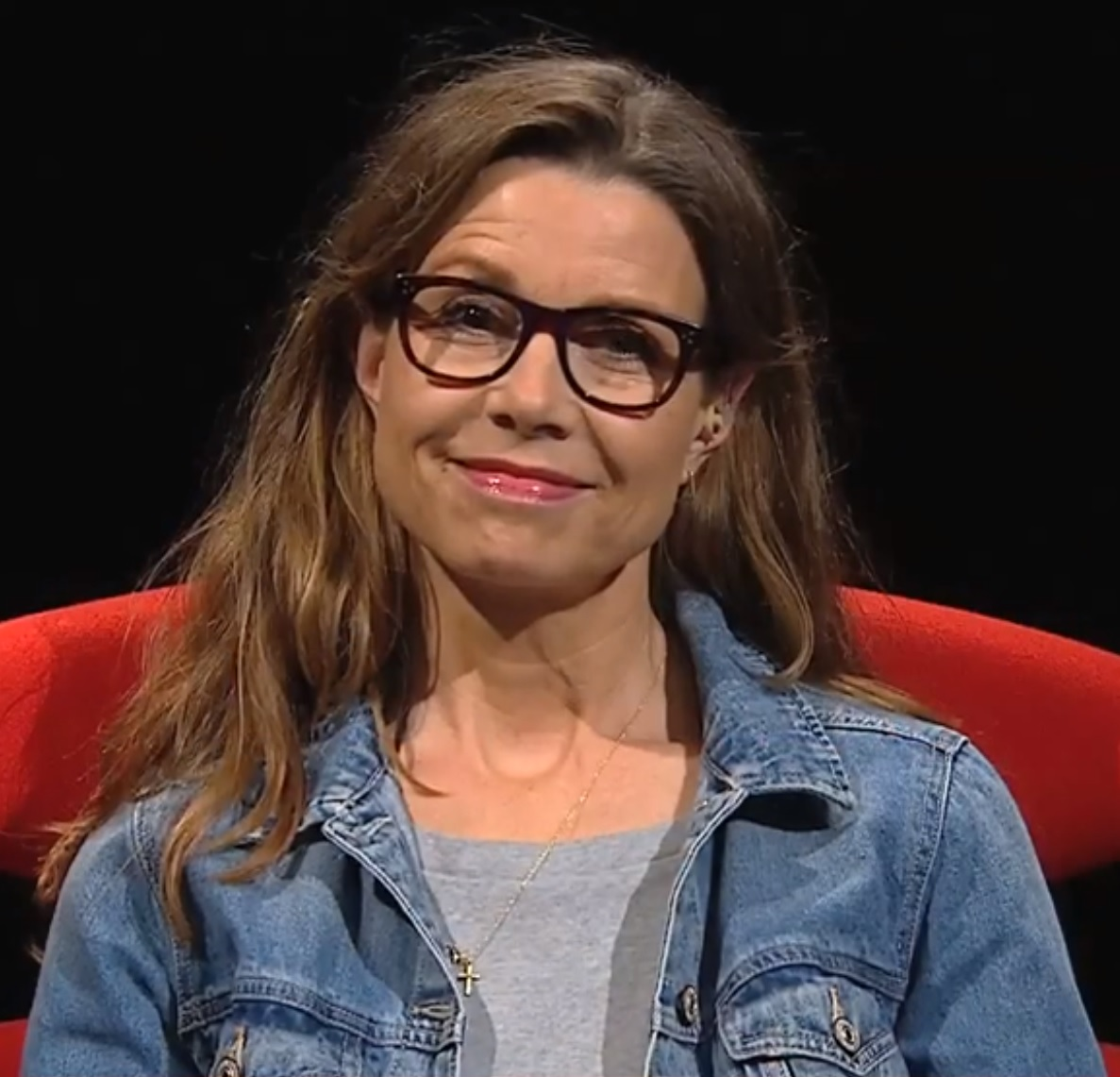
Pernille Weiss (2018)

Pernille Wiis Weiss (geborene Tønnesen, am 12. März 1968 in Middelfart) ist eine dänische Unternehmerin und Politikerin (Det Konservative Folkeparti). Sie ist die Vorstandsvorsitzende von Archimed, einem Beratungsunternehmen für Gesundheitswesen und Architektur. Bei der Europawahl 2019 wurde sie als Spitzenkandidatin ihrer Partei ins Europäische Parlament gewählt und ist dort Mitglied der EVP-Fraktion.

## Leben

### Ausbildung und berufliche Laufbahn
Pernille Weiss wurde am 12. März 1968 als älteste Tochter von drei Kinder einer Familie von Landwirten in Gamborg, Middelfart, geboren, wo sie auf Fünen aufwuchs. Sie besuchte zuerst die Hyllehøjskolen in Middelfart (1974–1984), anschließend das Gymnasium in Middelfart (1984–1987). Nach Abschluss der Schule absolvierte sie von 1989 1992 eine Ausbildung zur Krankenschwester an der Krankenpflegeschule in Odense auf Fünen und spezialisierte sich später auf forensische Pflege. Von 2000 bis 2004 absolvierte sie einen Master of Science in Gesundheitswissenschaften an der Universität von Süddänemark. Später arbeitete sie für das Beratungsunternehmen COWI und das Architekturbüro Arkitema.
Von 2006 bis 2008 später erwarb Weiss einen Master in „Leadership and Innovation“ an der Copenhagen Business School. Im selben Jahr gründete sie Archimed, ein Beratungsunternehmen für Gesundheitswesen und Architektur. Sie ist Vorstandsvorsitzende des Unternehmens. 2017 wurde sie zertifizierte Sexologin.

### Politische Laufbahn
Weiss trat bereits im Alter von 15 Jahren in die Dänische Konservative Volkspartei (Det Konservative Folkeparti) ein. 1996 bis 2004 war sie Mitglied des Bezirksrats (Amtsråd) von Fünen.
2019 nominierte die Det Konservative Folkeparti sie als Spitzenkandidatin der Partei für Europawahl 2019. Bei der Wahl verlor die Partei etwas an Stimmen (minus 2,9 Prozent), errang dennoch eines der 13 dänischen Mandate, sodass Weiss als einzige Kandidatin ihrer Partei einzog. Sie trat damit die Nachfolge des vorherigen KF-Abgeordneten Bendt Bendtsen an, der von 2009 bis 2019 Mitglied des Europäischen Parlaments war. Weiss trat der christdemokratischen EVP-Fraktion bei. Für die Fraktion ist sie Mitglied im Ausschuss für Industrie, Forschung und Energie und seit Februar 2020 Mitglied im Ausschuss für Umweltfragen, öffentliche Gesundheit und Lebensmittelsicherheit (in dem sie von Juli 2019 bis Februar 2020 nur stellvertretendes Mitglied war). Des Weiteren ist sie stellvertretendes Mitglied im Ausschuss für die Rechte der Frauen und die Gleichstellung der Geschlechter.

### Privat
Weiss lebt in Christianshavn. Sie war zwei Mal verheiratet und ist Mutter dreier Kinder und Großmutter eines Enkelkindes.